# مجلة البعثة
كان لإرسال أول بعثة طلابية من الكويت للدراسة في جمهورية مصر العربية عام 1939م، واطلاعهم على ثقافات متنوعة الأثر في فتح أبواب ثقافية جديدة، وقد اختلطت عن قرب بالصحافة العربية، والتي كانت مزيجاً ما بين المدرسة المصرية واللبنانية، فقد استطاعوا أن يشكلوا فريقا واحدا بطموح سبق اعمار هؤلاء الطلبة، الذين أنتجوا مجلة جديدة هي «مجلة البعثة» والمكونة من 100 صفحة.
وصدر العدد الأول منها في ديسمبر عام 1946م، وكانت ايذانا لظهور مدرسة صحافية كويتية لها خصوصيتها.

## الهدف من المجلة
كان المقصود من البعثة، نشر الثقافة العامة وليس الاستغلال أو الكسب المادي، لذلك كانت النسخة منها تباع بثمن بخس مقداره «ثمانية أنات - نصف روبية» بينما لو كان القصد ماديا، كما قال الأستاذ عبد الله الأنصاري، لبيعت بأربعة أضعاف هذا الثمن، فاخراجها جيد وصورها كثيرة وصفحاتها عديدة ونسخها قليلة واعلاناتها نادرة ولا اعتماد للمجلة عليها.

## أسباب إصدارها من مصر
يقول حمد عيسى الرجيب:[بحاجة لمصدر]
بالاضافة إلى عدم وجود قانون ينظم المطبوعات والنشر في الكويت، ويحدد الأطر التي تستطيع الصحف أن تعمل في حدودها، وليس كما هو الحال في مصر فهناك وجد من الشباب المتنفس.. لذا صدرت المجلة من القاهرة محررة بأقلام شابة معطية لنفسها حق التعبير عن الطموح الوطني. 

## البيت والأسرة
اهتمت البعثة بشؤون البيت والأسرة فلم تعد مهمتها مخاطبة عقول الناس فقط ومناقشة عقائدهم وآرائهم كما كانت بعض المجلات «كمجلة الكويت» إنما أصبحت تستهدف تغيير حياة الناس اليومية نحو الأفضل.
فظهر في العدد الثالث (فبراير 1947م) باب جديد بعنوان «صفحة الفتاة» كتبتها «عصمت عبد الجواد» كما ظهر على ركن المرأة أحيانا (عدد يناير 1952م) وأصبح من المألوف قراءة الأسماء الصريحة لفتيات الكويت المثقفات أمثال (غنيمة المرزوق، وبثينة محمد جعفر، وبدرية يوسف الغانم) وغيرهن من بنات الكويت.

## الرياضة
كما للجانب الرياضي دور كبير وقد أفردت له باباً مستمرا يحرره جاسم القطامي طالب بكلية البوليس الملكية بالقاهرة، يلاحق فيه أخبار النشاط الرياضي لبيت الكويت في القاهرة والفرق المدرسية وغير المدرسية في الكويت.

## الملحق
يعود الفضل للبعثة كونها أول مجلة أخرجت «ملحقاً» صحافيا، وذلك حين أرفق معها ملحق خاص بتغطية زيارة الشيخ عبد الله الجابر الصباح «مدير المعارف آنذاك» لمصر في يونيو 1953م، كما أنها أصدرت قبل ذلك ملحقاً خاصاً عن البحرين في ابريل 1953م، ايمانا منها بأهمية دورها الخليجي انطلاقا من ايمانها الوطني والقومي، علماً بأنه يمكن اعتبار «البعثة» أول مجلة كويتية اهتمت بالخبر المحلي، رغم أنها مجلة شهرية وليست يومية.

## الأخبار
كانت تنشر أخبار الميزانية الخاصة بإدارة المعارف وأخبار المشروعات الجديدة في الكويت ومقالات أمير البلاد وأخبار الإدارات والتنظيمات المستحدثة في البلاد.

## عبد الله زكريا الأنصاري
رافق عبد الله زكريا الأنصاري البعثة منذ صدورها حتى توقفت، وواصل الكتابة في معظم اعدادها. وهنا يقول: 

## عبد العزيز حسين
كان عبد العزيز حسين دور مهم ومميز وفعال في إنشاء هذه المدرسة الصحافية التي قدمت نوابغ التلاميذ كما يرى الاستاذ عبد الله زكريا الأنصاري الذي يقول: 

## نخبة كتاب البعثة
- إبراهيم الشطي
- المرحوم عبد الرزاق العدواني
- أحمد السيد عبد الرحمن
- أحمد العامر
- أحمد العدواني
- أحمد مشاري العدواني
- باقر علي خريبط
- بثينة جعفر
- بدر يوسف النصر الله
- بدرية يوسف الغانم
- جاسم عبد العزيز القطامي
- جاسم القطامي
- حمد عيسى الرجيب
- حامد عبد السلام
- حسين عبد الله المزيدي
- حمد اليوسف
- حمد علي المؤمن
- خالد العيسى
- خالد العيسى
- خالد الغربللي
- خالد المسعود
- خالد أحمد الجسار
- خالد خلف
- خالد علي الخرافي
- داوود مساعد الصالح
- دعد الكيالي
- راشد الزبن
- راشد بن سيف
- سامي المنيس
- سليمان عبد اللطيف المدير
- سيف مرزوق الشملان
- صالح محمد العجيري
- ضياء هاشم البدر
- عبد العزيز حسين
- عبد الرحمن عبد الله المجحم
- عبد الرزاق البصير
- عبد الرزاق الخالد
- عبد الرزاق خالد الزيد
- عبد السلام شعيب
- عبد العزيز الصرعاوي
- عبد العزيز العتيقي
- عبد العزيز العلي
- عبد العزيز الغربللي
- عبد اللطيف اليوسف الحمد
- عبد الله أحمد العوضي
- عبد الله سنان
- عبد الله علي الصانع
- عبد الله زكريا الأنصاري
- عبد المحسن الخرافي
- عبد المحسن الرشيد
- عبد الوهاب أحمد الفهد
- عبد الوهاب حسين
- عبد الوهاب راشد عبد الغفور
- علي زكريا الأنصاري
- عيسى أحمد الحمد
- غنيمة المرزوق
- فاضل خلف
- فرحان راشد الفرحان
- فضة القطامي
- فهد الدويري
- فيصل الصالح المطوع
- محمد الحمود السيف
- محمد الفوزان
- محمد عبد المحسن الخرافي
- محمد مساعد الصالح
- مرزوق الغنيم
- مرزوق فهد المرزوق
- معجب الدوسري
- مهلهل المضف
- يعقوب الحميضي
- يعقوب القطامي
- يعقوب عبد العزيز الرشيد
- يعقوب يوسف الحمد
- يوسف الرفاعي
- يوسف محمد الشايجي
- يوسف محمد صالح